# لوآلوا براز
لوآلوا براز (پرتغالی برزیلی: Loalwa Braz؛ ‏ ۳ ژوئن ۱۹۵۳ – ۱۹ ژانویهٔ ۲۰۱۷) خواننده اهل برزیل بود که بیشتر به دلیل خواندن ترانهٔ مشهور «لامبادا» شهرت جهانی یافت. او به چهار زبان پرتغالی، اسپانیایی، فرانسوی و انگلیسی تسلط کامل داشت و ترانه‌هایی به این زبان‌ها اجرا کرده بود.
او در خانوادگی که همگی موسیقی‌دان بودند به دنیا آمد. نواختن پیانو را از سن ۴ سالگی و خوانندگی را از سن ۱۳ سالگی آغاز کرد. وی از سال ۱۹۸۵ ساکن پاریس و از سال ۲۰۱۰ تا زمان مرگش در سال ۲۰۱۷ ساکن ژنو بود.

## مرگ
در ساعات اولیه ۱۹ ژانویه ۲۰۱۷، پلیس جسد او را در یک ماشین سوخته در کنار جاده‌ای در ساکوآرما، در ۷۳ کیلومتری ریو دو ژانیرو پیدا کرد. او هنگام مرگ ۶۳ ساله بود. به گفته شاهدان، دو مرد پیشتر در خانه او، نه چندان دور از محل پیدا شدن وسیله نقلیه سوخته، دیده شده بودند. پلیس سه مرد را به عنوان مظنون به قتل او بازداشت کرد و این جنایت را «سرقتِ طبقِ برنامه پیش‌نرفته» توصیف کرد. طبق تحقیقات پلیس برزیل، او توسط یکی از کارمندانش که تنها ۱۵ روز قبل از مرگ او در مسافرخانه این خواننده شروع به کار کرده بود، به قتل رسید.